# Battrans
Cet article possède un paronyme, voir Bartherans.
Battrans est une commune française située dans le département de la Haute-Saône, en Franche-Comté, dans la région administrative Bourgogne-Franche-Comté.

## Géographie
La superficie de la commune est de 751 hectares, les forêts représentent 148 hectares (dont 143 de bois communaux). Dans une région essentiellement agricole, Battrans se situe sur un plateau vallonné en bordure de la vallée de la Saône, distante de 4 km, à une altitude de 201 m. Le village s'étend sur deux vallons entre lesquels coule un ruisseau (dénommé ruisseau de la grande fontaine sur le cadastre napoléonien) qui se jette dans une rivière, la Dhuys.

### Climat
Pour des articles plus généraux, voir Climat de la Bourgogne-Franche-Comté et Climat de la Haute-Saône.
En 2010, le climat de la commune est de type climat océanique dégradé des plaines du Centre et du Nord, selon une étude du Centre national de la recherche scientifique s'appuyant sur une série de données couvrant la période 1971-2000. En 2020, Météo-France publie une typologie des climats de la France métropolitaine dans laquelle la commune est exposée à un climat semi-continental et est dans la région climatique Lorraine, plateau de Langres, Morvan, caractérisée par un hiver rude (1,5 °C), des vents modérés et des brouillards fréquents en automne et hiver.
Pour la période 1971-2000, la température annuelle moyenne est de 10,5 °C, avec une amplitude thermique annuelle de 17,6 °C. Le cumul annuel moyen de précipitations est de 948 mm, avec 12,5 jours de précipitations en janvier et 8,6 jours en juillet. Pour la période 1991-2020, la température moyenne annuelle observée sur la station météorologique de Météo-France la plus proche, « Chargey-lès-Gray », sur la commune de Chargey-lès-Gray à 8 km à vol d'oiseau, est de 11,5 °C et le cumul annuel moyen de précipitations est de 834,3 mm. 
La température maximale relevée sur cette station est de 39,3 °C, atteinte le 25 juillet 2019 ; la température minimale est de −18,2 °C, atteinte le 20 décembre 2009,,.
Les paramètres climatiques de la commune ont été estimés pour le milieu du siècle (2041-2070) selon différents scénarios d'émission de gaz à effet de serre à partir des nouvelles projections climatiques de référence DRIAS-2020. Ils sont consultables sur un site dédié publié par Météo-France en novembre 2022.

## Urbanisme

### Typologie
Au 1er janvier 2024, Battrans est catégorisée commune rurale à habitat dispersé, selon la nouvelle grille communale de densité à sept niveaux définie par l'Insee en 2022.
Elle est située hors unité urbaine. Par ailleurs la commune fait partie de l'aire d'attraction de Gray, dont elle est une commune de la couronne,. Cette aire, qui regroupe 63 communes, est catégorisée dans les aires de moins de 50 000 habitants,.

### Occupation des sols
L'occupation des sols de la commune, telle qu'elle ressort de la base de données européenne d’occupation biophysique des sols Corine Land Cover (CLC), est marquée par l'importance des territoires agricoles (62,6 % en 2018), en diminution par rapport à 1990 (65,2 %). La répartition détaillée en 2018 est la suivante :
terres arables (47,1 %), forêts (29,2 %), prairies (15,5 %), zones urbanisées (7,2 %), milieux à végétation arbustive et/ou herbacée (0,9 %), zones industrielles ou commerciales et réseaux de communication (0,1 %). L'évolution de l’occupation des sols de la commune et de ses infrastructures peut être observée sur les différentes représentations cartographiques du territoire : la carte de Cassini (XVIIIe siècle), la carte d'état-major (1820-1866) et les cartes ou photos aériennes de l'IGN pour la période actuelle (1950 à aujourd'hui).

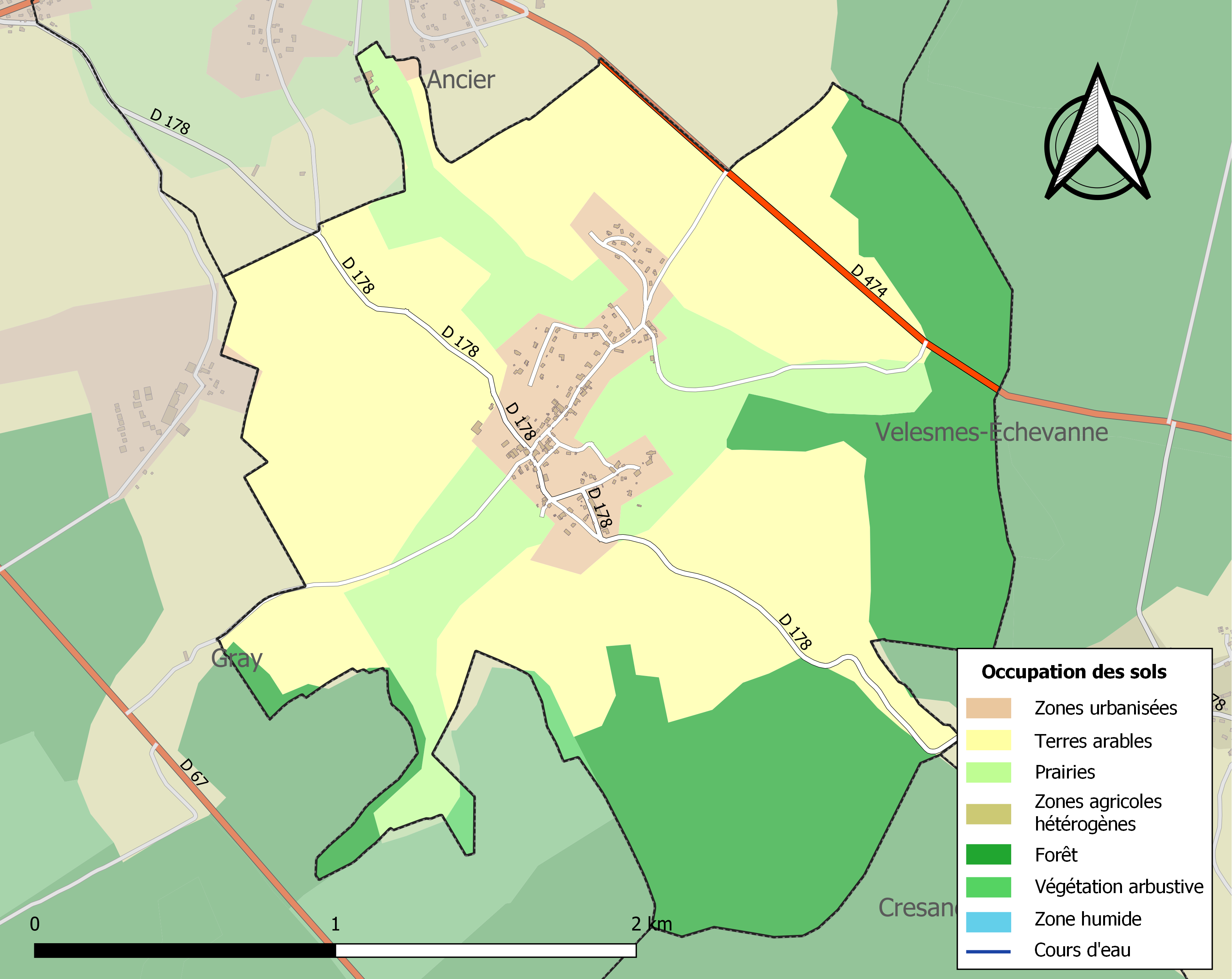
Carte des infrastructures et de l'occupation des sols de la commune en 2018 (CLC).

## Toponymie
Toponymie : En 1133, Balterens – ce pourrait être le lieu ou vivent les descendants de Balterius, on peut très certainement penser à une racine germanique Balda, « fort, courageux »,. L’orthographe du nom de la commune a évolué au fil du temps : Bapterans, Basterans puis "Batterans" sous l'ancien régime, an II (1793) toujours "Batterans" ; dans le Bulletin des Lois de 1801 on peut voir l’orthographe  "Bathrans".

## Histoire
La terre de Battrans aurait été acquise en 1360 par les moines de l’abbaye de Corneux (fondée en 1131) de l'ordre des Prémontrés qui y établirent un prieuré. Toutefois une autre source indique une fondation en 1143 « S'il n'est pas prouvé que, de sa grange de Battrans, fondée vers 1143 et fort prospère, sortit un prieuré... ».
Battrans a pu être un bourg fortifié qui fut brûlé par les Routiers en 1361-1363.
La peste a sévi en 1630 à Battrans, une épidémie de peste noire avait déjà ravagé la Comté en 1348 et 1349 : « La peste avait commencé dans Frasne en décembre 1629, en décembre 1630 elle y sévissait encore... la fin de juillet, différents lieux du ressort de Gray sont atteints et barrés incontinent, Rigny, Ancier, Batterans ; puis, le 22 août, Gray lui-même où le premier cas de peste se déclare sur un tanneur de la rue de la Vannoise. La maladie resta quelque temps sans faire de grands progrès, et les Graylois s'étonnaient que pour quelques accidents survenus dans leur ville, on leur eut interdit l'entrée des simples bourgs et villages… ».

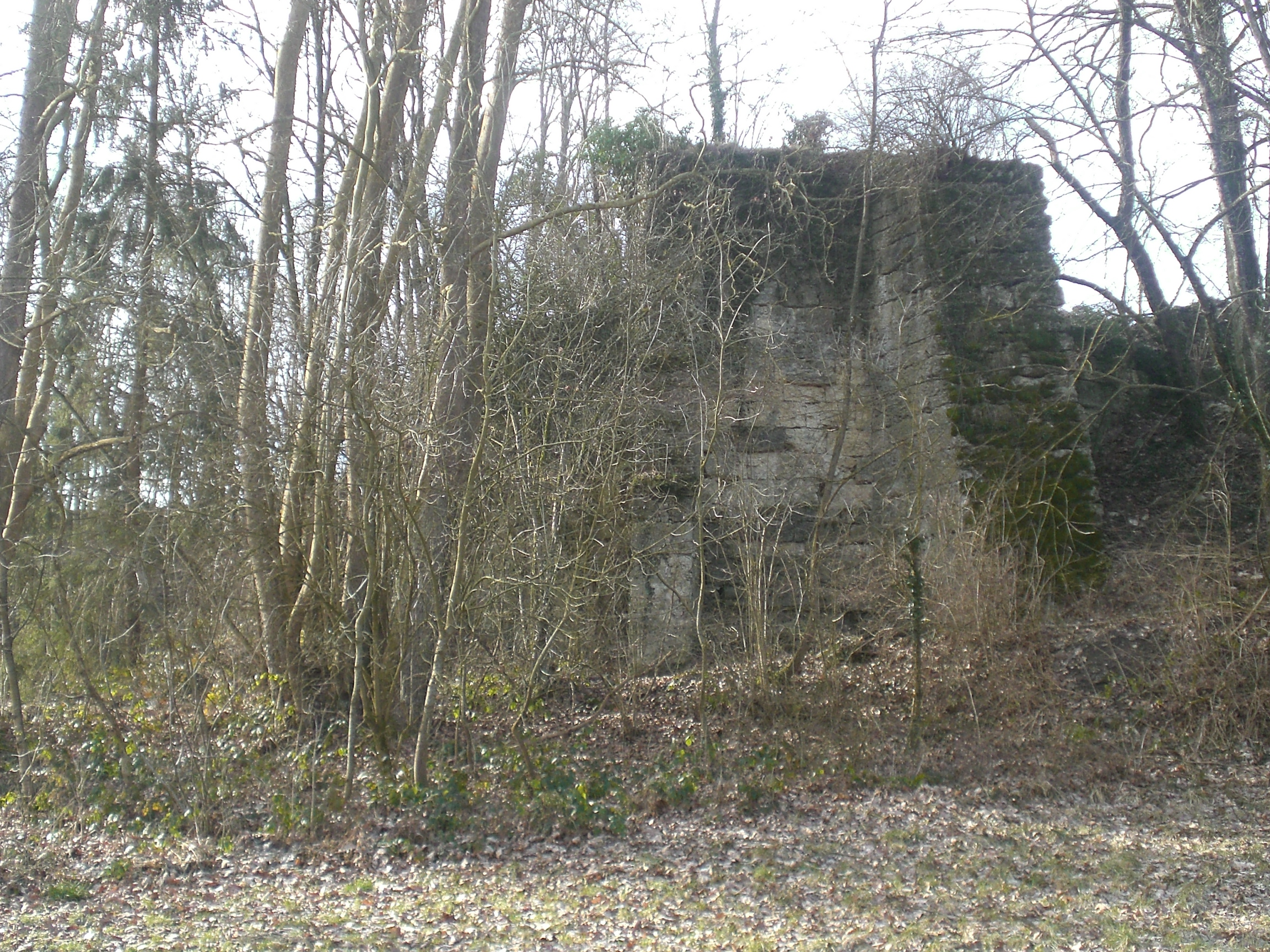
Vestiges de l'ancien haut-fourneau à la limite de la commune d'Ancier.

Minerai de fer : au XIXe siècle le minerai de fer est exploité à Battrans qui comporte notamment un atelier de lavage, un haut-fourneau dont on peut voir des vestiges au nord du village en limite de la commune d’Ancier, d'un patouillet et de quatre lavoirs à bras au lieudit le Moulin du Comte  qui aurait pu se situer dans un coude la rivière la Dhuys en aval du pont.
La guerre franco-prussienne de 1870 voit se dérouler sur le territoire de la commune le « combat de Battrans » entre Français et Prussiens.
La Première Guerre mondiale couta la vie à sept combattants de la paroisse originaires de Battrans et d'Échevanne ; dans l'église une plaque commémorative honore leur mémoire.

## Politique et administration

### Rattachements administratifs et électoraux
La commune fait partie de l'arrondissement de Vesoul du département de la Haute-Saône, en région Bourgogne-Franche-Comté. Pour l'élection des députés, elle dépend de la première circonscription de la Haute-Saône.
Elle fait partie depuis 1801 du canton de Gray (dont la composition a été modifiée dans le cadre du redécoupage cantonal de 2014 en France, passant de 21 à 24 communes).

### Intercommunalité
La commune a adhéré le 1er janvier 2010 à l'ancienne communauté de communes Val de Gray.
L'article 35 de la loi no 2010-1563 du 16 décembre 2010 « de réforme des collectivités territoriales » prévoyait d'achever et de rationaliser le dispositif intercommunal en France, et notamment d'intégrer la quasi-totalité des communes françaises dans des EPCI à fiscalité propre, dont la population soit normalement supérieure à 5 000 habitants.
Dans ce cadre, le schéma départemental de coopération intercommunale (SDCI) approuvé par le préfet de Haute-Saône le 23 décembre 2011 a prévu la fusion de cette intercommunalité avec la petite communauté de communes du Pays d'Autrey, auxquelles plusieurs communes jusqu'alors isolées devraient se joindre.
La commune est donc membre depuis le 1er janvier 2013 de la nouvelle communauté de communes Val de Gray.

### Liste des maires
| Période                                  | Période   | Identité          | Étiquette | Qualité                                 |
| ---------------------------------------- | --------- | ----------------- | --------- | --------------------------------------- |
| Les données manquantes sont à compléter. |           |                   |           |                                         |
| 1837                                     |           | François Goiset   |           |                                         |
| Les données manquantes sont à compléter. |           |                   |           |                                         |
|                                          |           | Ernest Renard     |           |                                         |
| Les données manquantes sont à compléter. |           |                   |           |                                         |
| 1953(?)                                  | 1965      | Emile Roux        |           |                                         |
| 1965                                     | 1971      | Jean Chamblanc    |           |                                         |
| 1971                                     | 1983      | Paul Renard       |           |                                         |
| 1983                                     | 1995      | Jean-Marie Gay    |           |                                         |
| mars 1995                                | mars 2008 | Gilbert Jeanguyot |           |                                         |
| mars 2008                                | mai 2020  | André Jeudy       |           | Retraité Réélu pour le mandat 2014-2020 |
| mai 2020                                 | En cours  | Jérôme Pruneau    |           |                                         |

## Démographie
L'évolution du nombre d'habitants est connue à travers les recensements de la population effectués dans la commune depuis 1793. Pour les communes de moins de 10 000 habitants, une enquête de recensement portant sur toute la population est réalisée tous les cinq ans, les populations de référence des années intermédiaires étant quant à elles estimées par interpolation ou extrapolation. Pour la commune, le premier recensement exhaustif entrant dans le cadre du nouveau dispositif a été réalisé en 2007.

En 2022, la commune comptait 210 habitants, en évolution de −8,7 % par rapport à 2016 (Haute-Saône : −1,4 %, France hors Mayotte : +2,11 %).
| 1793 | 1800 | 1806 | 1821 | 1831 | 1836 | 1841 | 1846 | 1851 |
| ---- | ---- | ---- | ---- | ---- | ---- | ---- | ---- | ---- |
| 319  | 295  | 330  | 288  | 303  | 297  | 319  | 307  | 304  |

| 1856 | 1861 | 1866 | 1872 | 1876 | 1881 | 1886 | 1891 | 1896 |
| ---- | ---- | ---- | ---- | ---- | ---- | ---- | ---- | ---- |
| 265  | 268  | 235  | 233  | 216  | 214  | 196  | 207  | 188  |

| 1901 | 1906 | 1911 | 1921 | 1926 | 1931 | 1936 | 1946 | 1954 |
| ---- | ---- | ---- | ---- | ---- | ---- | ---- | ---- | ---- |
| 172  | 151  | 134  | 135  | 138  | 138  | 136  | 111  | 117  |

| 1962 | 1968 | 1975 | 1982 | 1990 | 1999 | 2006 | 2007 | 2012 |
| ---- | ---- | ---- | ---- | ---- | ---- | ---- | ---- | ---- |
| 116  | 93   | 92   | 154  | 189  | 204  | 228  | 231  | 226  |

| 2017 | 2022 | - | - | - | - | - | - | - |
| ---- | ---- | - | - | - | - | - | - | - |
| 237  | 210  | - | - | - | - | - | - | - |

D'après les recensements nominatifs de 1654, 1657 et 1666, après la guerre de Dix Ans, l'épisode comtois de la guerre de Trente Ans, la population du village n'était que de 96 personnes (21 ménages).

## Culture locale et patrimoine

### Lieux et monuments
- L'église Saint-Pierre-et-Saint-Paul située sur le versant est du village, appelé autrefois « Toutun » (tout-un), a été édifiée au XIIIe siècle et restaurée en 1833.

Elle possédait une cloche célèbre donnée par les moines de Corneux ; à l'origine de l'expression que l'on peut encore entendre aujourd'hui : « C'est la cloche de Battrans, qui ne la voit l'entend ! » (se dit d’une femme acariâtre qui crie toujours),.
Le grand retable à colonnes et pilastres avec des angelots et des têtes dans un nuage en bois et stuc peint à l'imitation du marbre de l'église Saint-Pierre-et-Saint-Paul date de 1786. On le doit au dessinateur Anatole Amoudru. En son centre, une peinture de Saint-Pierre d’époque Louis XVI. Cité parmi les œuvres de Claude-François III Devosge, ami de Prud'hon, né à Gray en 1732, mort à Dijon en 1811. En 2009 un couple d’habitants du village a voulu que l’autre saint patron du village soit aussi représenté : ils ont confié à une artiste locale (Bernadette Gay-Jeanguyot) le soin de réaliser une œuvre plus contemporaine représentant la vie de Saint-Paul. Huile sur bois visible en réplique sur le mur ouest.
De part et d’autre du retable deux médaillons dans des niches encadrements en bois peint avec des nœuds de rubans en bois doré.

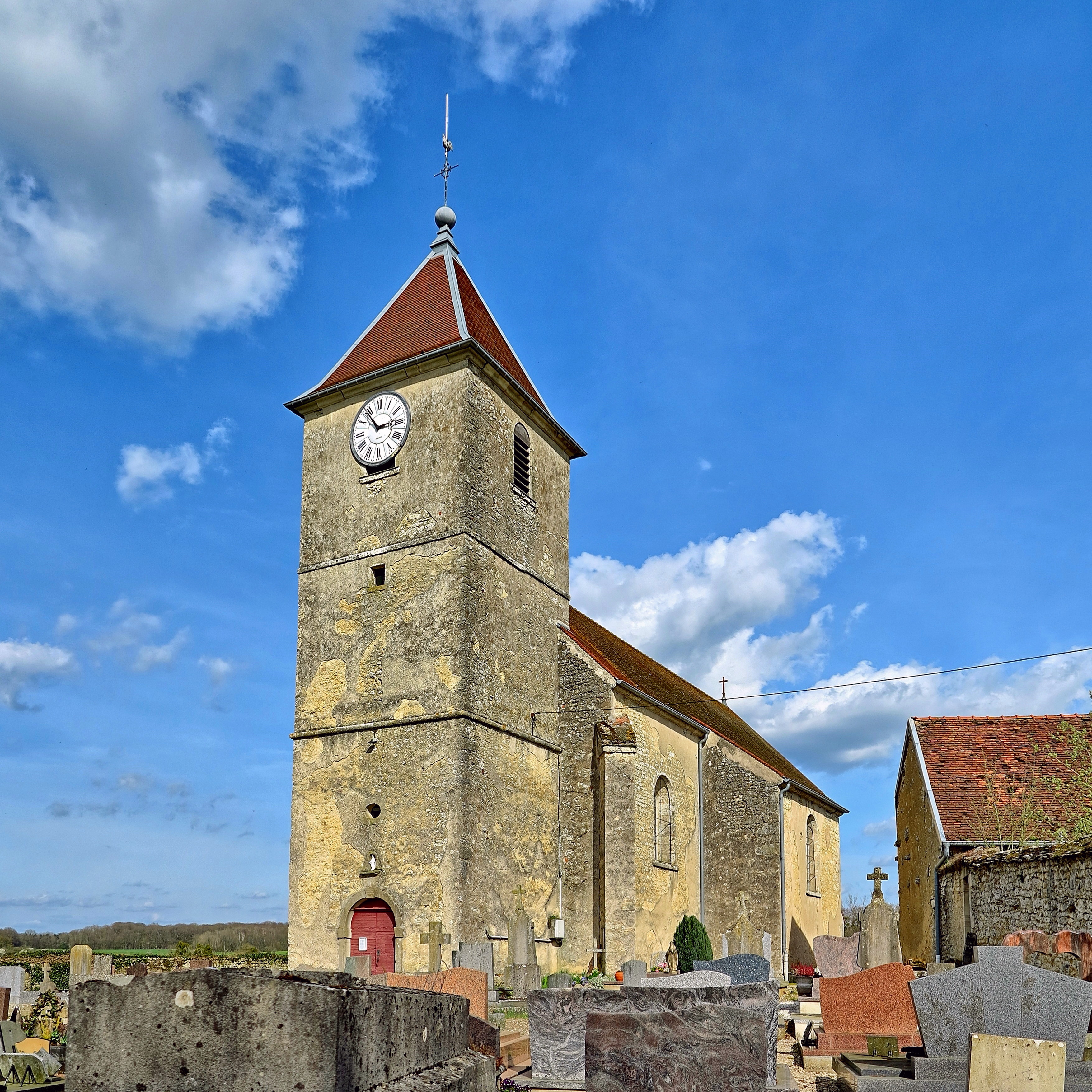
L'église.
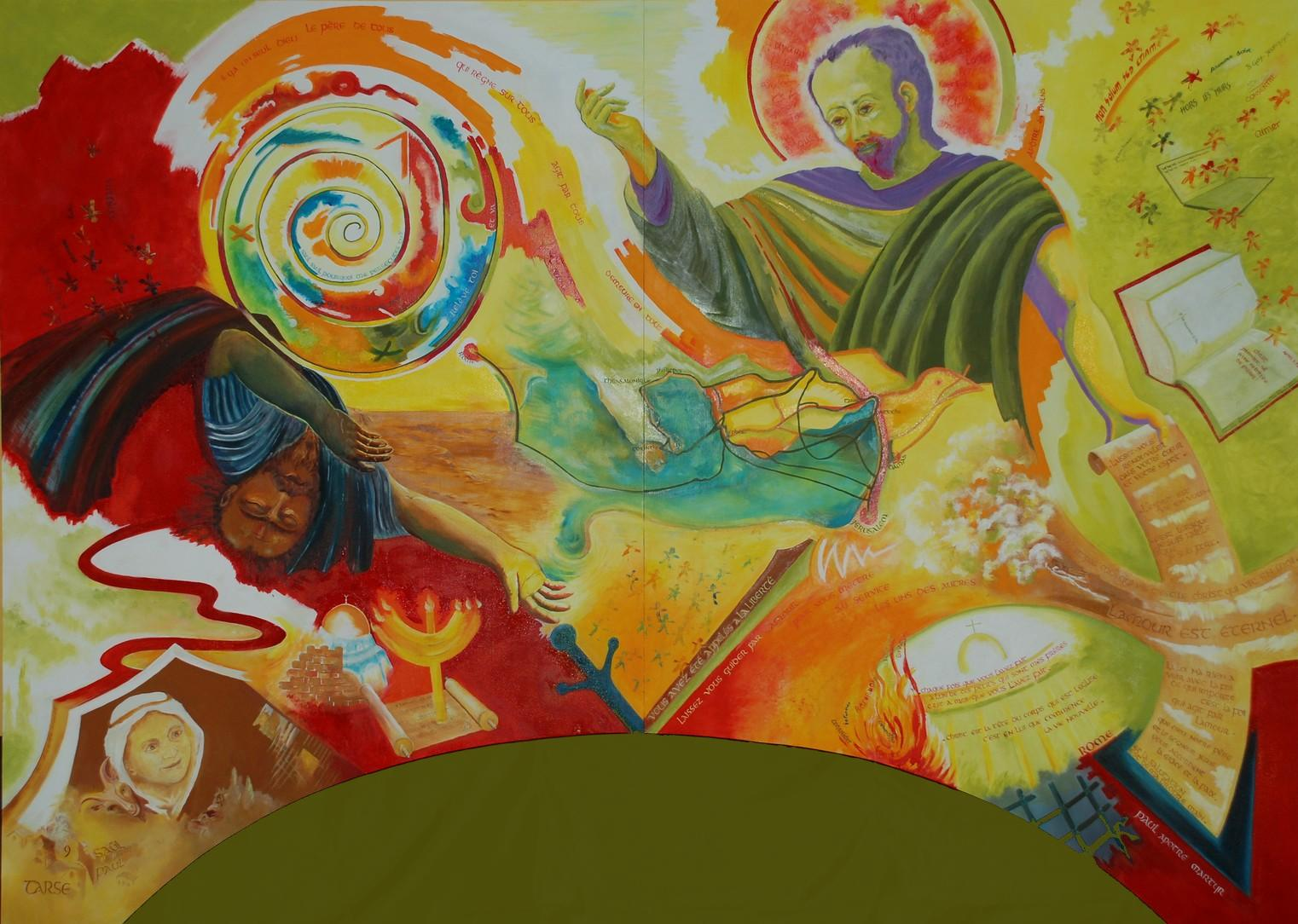
La vie de Saint-Paul (Bernadette Gay-Jeanguyot).
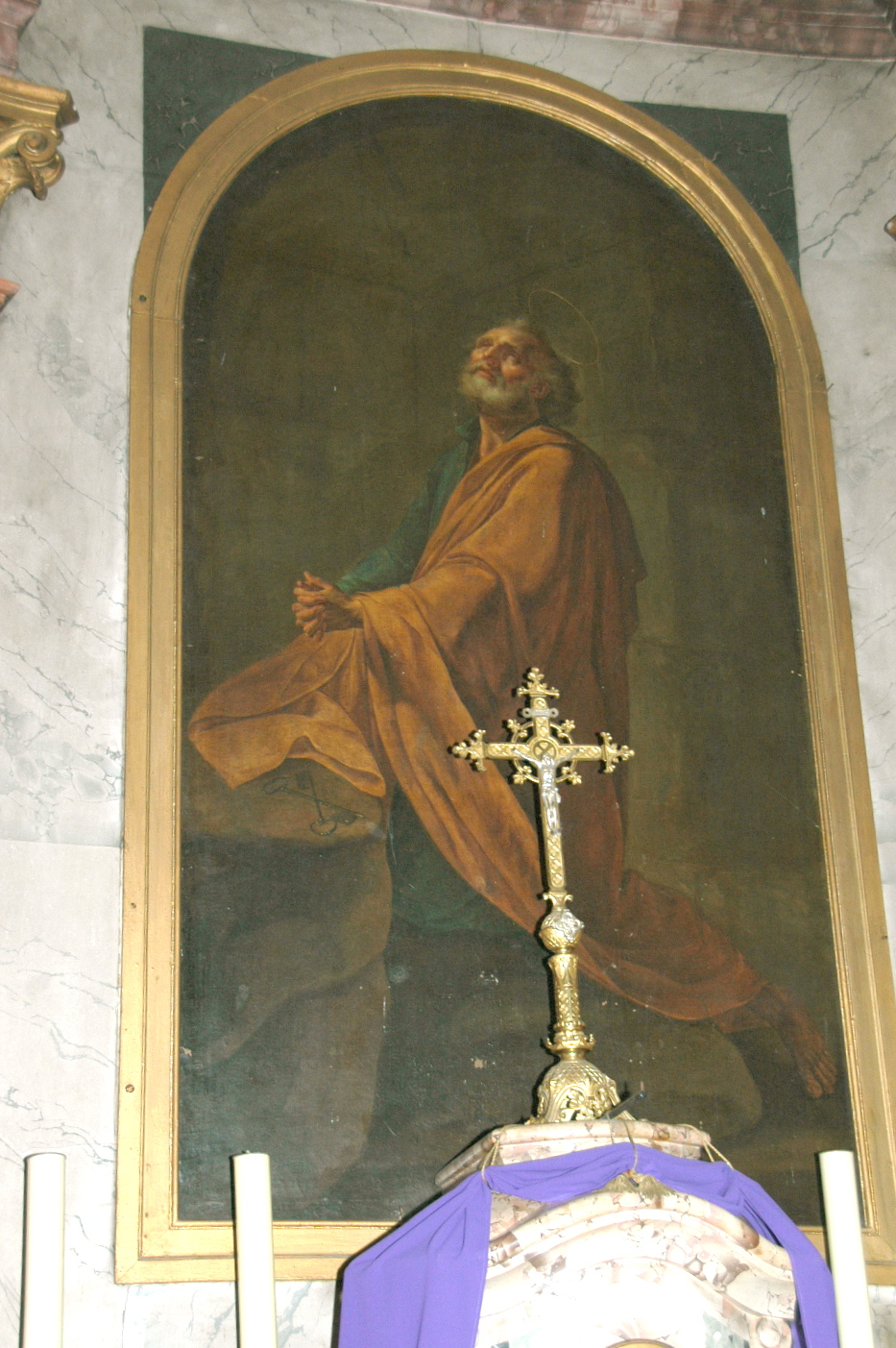
Saint-Pierre peint par Claude-François Devosge.

- La présence de l'eau avec les zones humides des anciens étangs, les pompes, le lavoir restauré.
- Un superbe étang privé avec parc créé en 1970, véritable arboretum riche de trois-cents variétés d'une centaine d'espèces différentes.
- La vigne a été exploitée jusqu'à l'épidémie de phylloxéra. Dans les années 1960 il restait deux « vestiges » des plantations à l'est de l'église « la vigne du Marcel » ainsi qu'à l'emplacement du lotissement au lieu-dit la Vigne. Le cadastre napoléonien mentionne quatre sites de vignes situés au nord-est du village : sur les vignes, Au-dessus des vignes, Vignes blanches et Vignes Claude Humbert.

### Personnalités liées à la commune
- Claude Boutechoux, chevalier mort en 1579, de Battrans, né à Gray au début du XVIe siècle, qui dut à ses nombreuses qualités de présider deux fois les États de la Franche-Comté, en 1579 et 1585[36].
- M. Humbert né en 1849, à Battrans, colonel d’artillerie de marine qui participa à diverses campagnes notamment au Soudan et au Niger en 1891-92. On lui doit plusieurs publications sur l’art de la guerre[37]

### Galerie

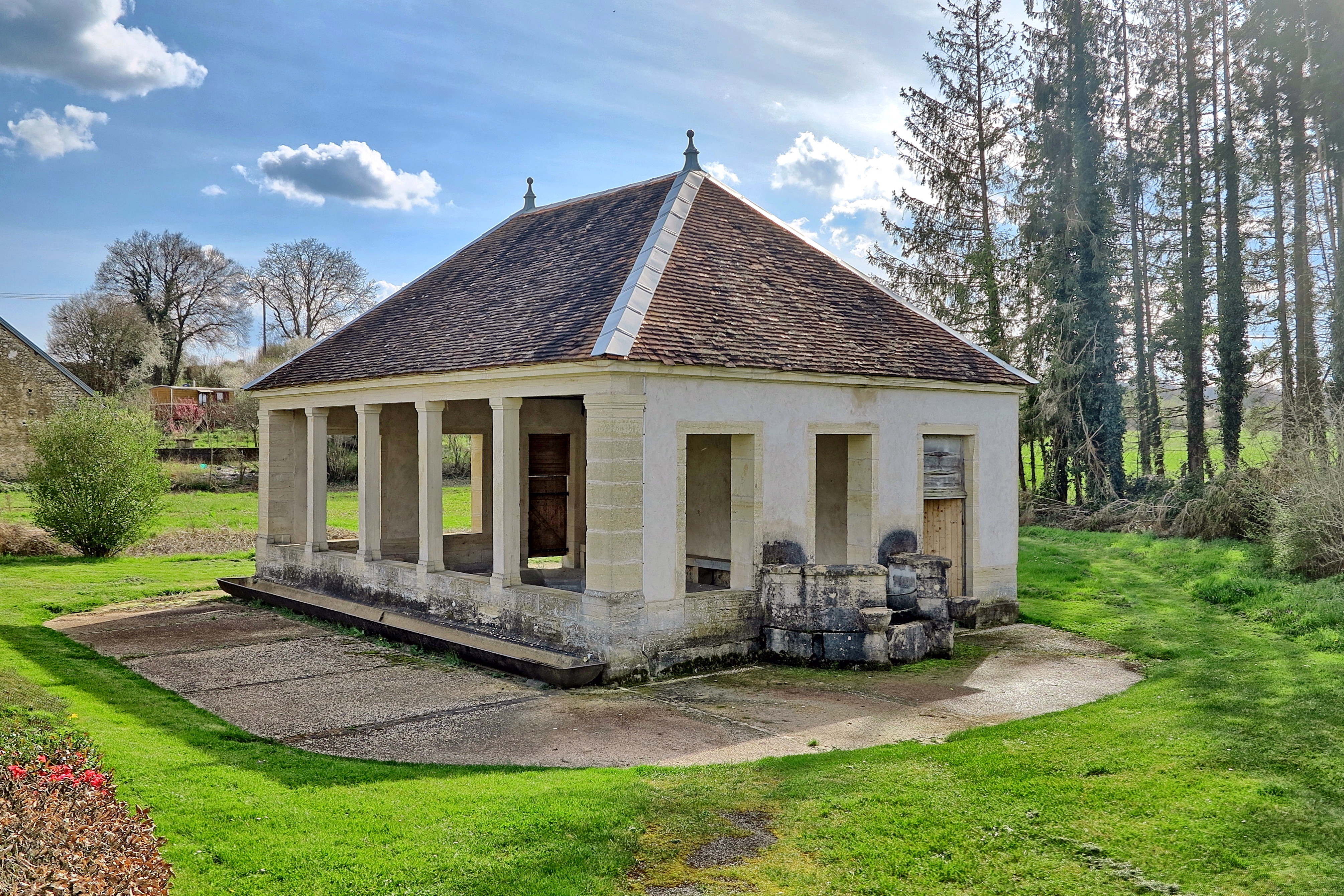
Le lavoir restauré.
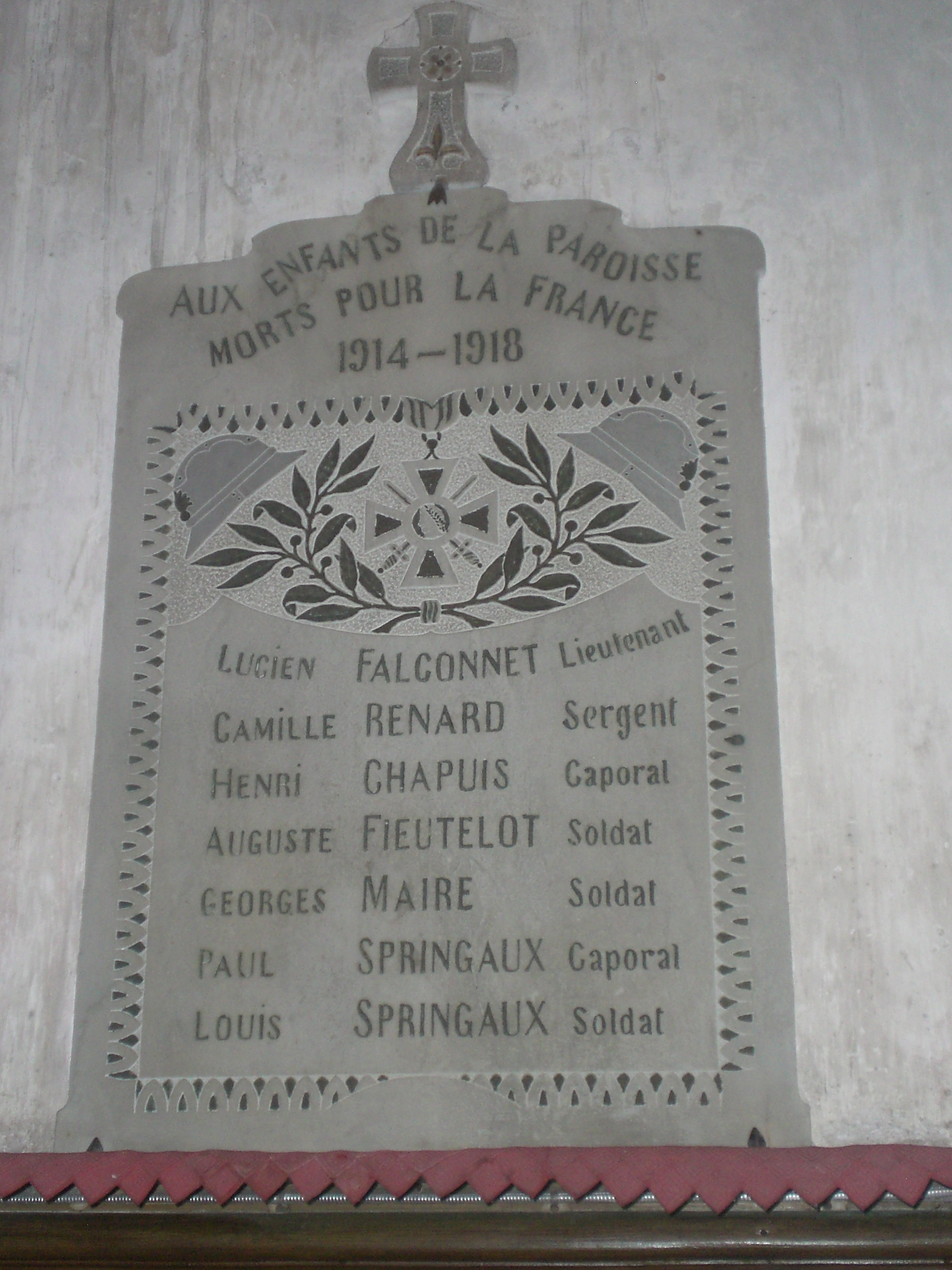
Plaque combattants morts pour la France 1914-1918.
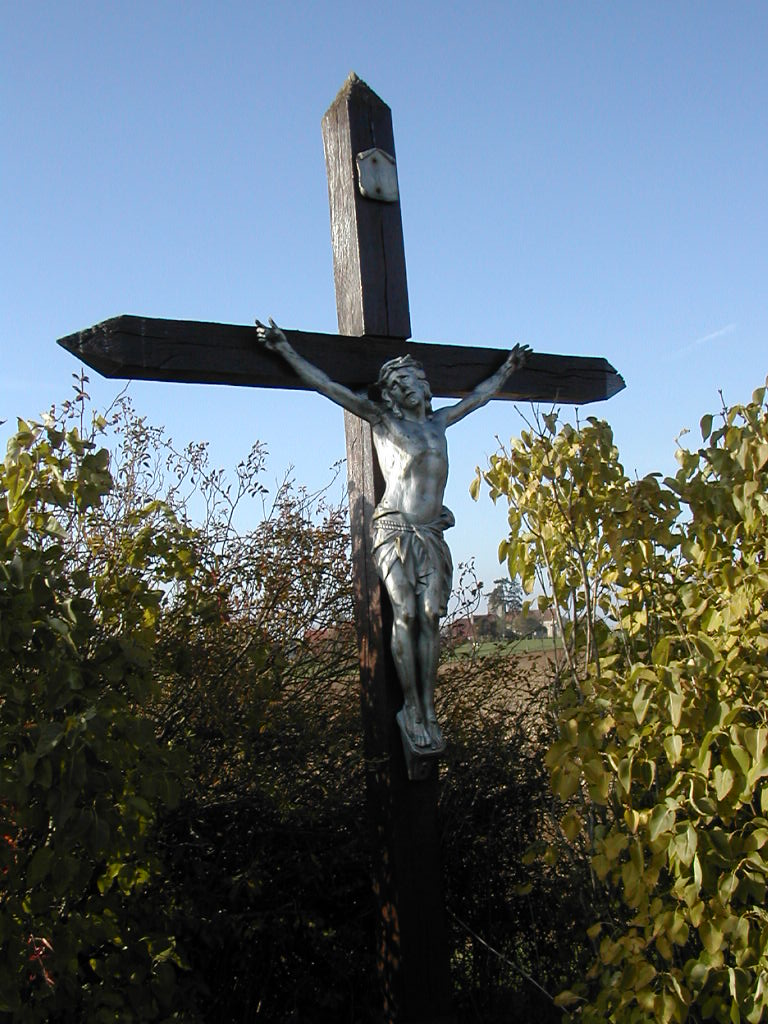
Calvaire route d'Echevanne.

### Héraldique
|  | Les armes de la commune se blasonnent ainsi : d’argent aux trois chevrons de sinople. |